# Pernice (araldica)
In araldica la pernice è emblema di astuzia perché si riteneva che insegnasse ai piccoli a nascondersi sotto le foglie per sfuggire ai cacciatori. Simbolo anche di concordia nelle cure della famiglia perché si pensava che il maschio e la femmina creassero due nidi distinti, curati separatamente da ognuno.

Di rosso, alla pernice coronata d'oro (Aunis, Francia)
Pernice sarda sostenuta da un monte di tre cime (Gadoni)
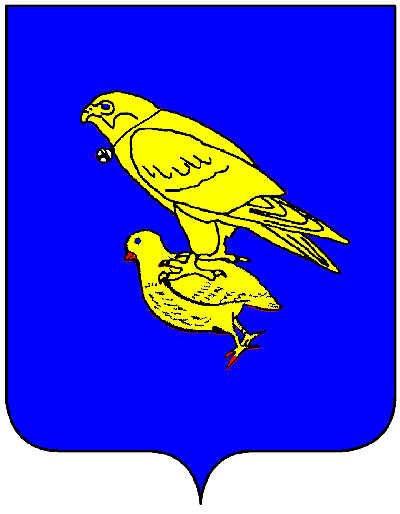
Falcone sonagliato e afferrante una pernice (famiglia Varlet, Francia)
Partito d'oro e d'azzurro, alla fascia scorciata dell'uno all'altro, caricata da due pernici affrontate dell'uno nell'altro (Liederbach am Taunus, Germania)
Pernice rivoltata al naturale (Lantejuela, Spagna)

## Traduzioni
- Francese: perdrix (perdreau indica l'uccello giovane)
- Inglese: partridge
- Tedesco: Rebhuhn